# 外贝加尔方面军
外贝加尔方面军（俄语：Забайкальский фронт）是蘇聯第二次世界大戰时期在远东地区的一个方面軍。用于在日本控制的满洲国、蒙疆政府边界上对抗日本关东军、驻蒙军。苏日战争期间亦包括蒙古人民共和国的部队。

## 历史
1941年夏季日本关东军举行70万人参加的实兵实弹的关东军特种演习（“关特演”）之后，1941年9月15日，以外贝加尔军区部队为基础改编为外贝加尔方面军。辖：
- 第17集团军
  - 摩托化步兵第36师（英语：36th Rifle Division (Soviet Union)）：驻赛音山达，辖摩托化步兵第24、第76、第149团。其中摩步第76、第149团驻扎门乌德。
  - 摩托化步兵第57师（英语：57th Rifle Division (Soviet Union)）：驻塔木察格布拉克，辖摩托化步兵第80、第127、第293团。
  - 坦克第61师
  - 4个航空兵师（2个战斗机，1个轰炸机，混成航空兵第84师
- 第36集团军
  - 苏联步兵第91师（英语：94th Rifle Division）
  - 苏联步兵第210师（英语：210th Rifle Division）
  - 苏联骑兵第51师（英语：51st Cavalry Division）
  - 第31筑垒地域
  - 第32筑垒地域
  - 苏联坦克第111师（英语：111th Tank Division (Soviet Union)）
  - 2个独立坦克营
  - 强击航空兵第89师
- 苏联步兵第209师（英语：209th Rifle Division）[1]

从1941年9月至1945年1月，外贝加尔方面军向苏德战争前线输送了16个师（11个步兵师、3个坦克师、骑兵师、摩步师）30万官兵、1440辆坦克、2230门火炮。
1942年8月增编了空军第12集团军。
1945年5月1日，方面军辖：
- 第17集团军
  - 步兵第85军（英语：85th Rifle Corps）
    - 摩托化步兵第36师（英语：36th Rifle Division (Soviet Union)）
    - 摩托化步兵第57师（英语：57th Rifle Division (Soviet Union)）

  - 摩托化步兵第284师（英语：284th Rifle Division）
  - 大量炮兵单位
  - 坦克第61师
- 第36集团军
  - 步兵第86军（英语：86th Rifle Corps）
    - 苏联步兵第91师（英语：94th Rifle Division）
    - 苏联步兵第298师（英语：298th Rifle Division）

  - 苏联步兵第209师（英语：209th Rifle Division）
  - 苏联步兵第210师（英语：210th Rifle Division）
  - 苏联步兵第278师（英语：278th Rifle Division）
  - 第31筑垒地域
  - 步兵第2军（英语：2nd Rifle Corps）
    - 苏联步兵第103师（英语：103rd Rifle Division）
    - 苏联步兵第275师（英语：275th Rifle Division）
    - 苏联步兵第292师（英语：292nd Rifle Division）
- 苏联步兵第293师（英语：293rd Rifle Division）
- 苏联骑兵第59师（英语：59th Cavalry Division）

1945年6月至7月，从欧洲战场调来第39集团军与第53集团军，近卫坦克第6集团军，以步兵第85军军机关组建了苏蒙骑兵机械化集群。
方面军空降兵在沈阳东塔机场逮捕了满洲国皇帝溥仪，转移至赤塔。1945年10月9日，外贝加尔方面军改组为外贝加尔-阿穆尔军区。

## 1945年8月编制
- 空军第12集团军（俄语：12-я воздушная армия (СССР)） (1942年8月1日)
- 外贝加尔防空集团军（俄语：Забайкальская армия ПВО） (1945年4月30日)
- 苏联第39集团军 (1945年6月20日)
- 苏联第53集团军（俄语：53-я армия (СССР)） (1945年7月1日)
- 近卫坦克第6集团军 (1945年7月1日)
- 苏蒙骑兵机械化集群 (1945年7月5日)
- 第17集团军
- 第36集团军

### 第17集团军
- 司令员：阿列克谢·伊里奇·达尼洛夫中将
- 参谋长：阿列克谢·雅科夫列维奇·斯皮罗夫（俄语：Спиров, Алексей Яковлевич）少将
- 步兵第209师（俄语：209-я стрелковая дивизия）：弗拉基米尔·亚历山德罗维奇·杜布维克（俄语：Дубовик, Владимир Александрович）上校
- 步兵第278师（俄语：278-я стрелковая дивизия）：康斯坦丁·阿卡德维奇·拉扎列夫（俄语：Лазарев, Константин Аркадьевич）上校
- 步兵第284师（俄语：284-я стрелковая дивизия）：阿斯兰·尤苏波维奇·巴德热利泽（俄语：Баджелидзе, Аслан Юсупович）上校

### 第36集团军
- 司令：亚历山大·亚历山大罗维奇·卢钦斯基（俄语：Лучинский, Александр Александрович）上将
- 参谋长：叶夫根尼·瓦西里耶维奇·伊万诺夫（俄语：Иванов, Евгений Васильевич (генерал-полковник)）少将
- 步兵第2军（俄语：2-й стрелковый корпус (2-го формирования)）
  - 步兵第103师（俄语：103-я стрелковая дивизия）：弗拉基米尔·亚历山德罗维奇·索洛维约夫（俄语：Соловьёв, Владимир Александрович (генерал-майор)）少将
  - 步兵第275师（俄语：275-я стрелковая дивизия）：康斯坦丁·费多罗维奇·马约罗夫（俄语：Майоров, Константин Фёдорович）上校
  - 步兵第292师（俄语：292-я стрелковая дивизия (3-го формирования)）：尼古拉·伊万诺维奇·波利亚斯基（俄语：Полянский, Николай Иванович）少将
- 步兵第86军（俄语：86-й стрелковый корпус）：格里高利·瓦西里耶维奇·雷夫能科夫（俄语：Ревуненков, Григорий Васильевич）少将
  - 步兵第94师（俄语：94-я стрелковая дивизия） ：伊万·瓦西里耶维奇·扎马哈耶夫（俄语：Замахаев, Иван Васильевич）少将
  - 步兵第210师（俄语：210-я стрелковая дивизия）：尼古拉·伊万诺维奇·巴纽科（俄语：Банюк, Николай Иванович）上校
- 步兵第293师（俄语：293-я стрелковая дивизия）：斯捷普·米哈伊洛维奇·斯戈博涅夫（俄语：Сгибнев, Степан Михайлович）上校
- 步兵第298师（俄语：298-я стрелковая дивизия (3-го формирования)）：谢尔盖·斯捷潘诺维奇·古晋科（俄语：Гузенко, Сергей Степанович）上校
- 射炮第7师（俄语：7-я зенитно-артиллерийская дивизия）

### 苏联第39集团军
- 司令：伊万·伊里奇·柳德尼科夫上将
- 副司令：格奥尔基·基里洛维奇·科兹洛夫中将
- 参谋长： 摩西·伊萨科维奇·西米诺夫斯基（俄语：Симиновский, Моисей Исаакович）少将
- 炮兵司令：尤里·帕夫洛维奇·巴扎诺夫（俄语：Бажанов, Юрий Павлович）
- 步兵第113军（俄语：113-й стрелковый корпус）：尼古拉·尼古拉耶维奇·奥列舍夫（俄语：Олешев, Николай Николаевич）中将
  - 苏联步兵第192师 (第2次编组)（俄语：192-я стрелковая дивизия (2-го формирования)）：卢卡·格拉西莫维奇·巴萨涅茨（俄语：-{[[:ru:[Басанец, Лука Герасимович|[Басанец, Лука Герасимович]]}-）少将
  - 步兵第262师（俄语：262-я стрелковая дивизия）：扎哈里·尼基托维奇·乌萨切夫（俄语：Усачёв, Захарий Никитович）少将
  - 苏联步兵第338师 (第2次编组)（俄语：338-я стрелковая дивизия (2-го формирования)）：列昂尼德·尼古拉耶维奇·洛萨诺维奇（俄语：Лозанович, Леонид Николаевич）少将
- 步兵第94军（俄语：94-й стрелковый корпус）：约瑟夫·伊万诺维奇·波波夫（俄语：Попов, Иосиф Иванович）少将
  - 步兵第124师（俄语：124-я стрелковая дивизия (3-го формирования)）：米哈伊尔·达尼洛维奇·帕普琴科（俄语：Папченко, Михаил Данилович）少将
  - 步兵第221师（俄语：221-я стрелковая дивизия (2-го формирования)）：弗拉迪斯拉夫·尼古拉耶维奇·库什那连科（俄语：Кушнаренко, Владислав Николаевич）少将
  - 步兵第358师（俄语：358-я стрелковая дивизия）：帕维尔·菲利波维奇·扎列茨基（俄语：Зарецкий, Павел Филиппович）少将
- 近卫步兵第5军（俄语：5-й гвардейский стрелковый корпус）：伊万·塞梅诺维奇·别祖古利（俄语：Безуглый, Иван Семёнович）中将
  - 近卫步兵第17师（俄语：17-я гвардейская стрелковая дивизия）：亚历山大·彼得罗维奇·科瓦什宁（俄语：Квашнин, Александр Петрович）少将
  - 近卫步兵第19师（俄语：19-я гвардейская стрелковая дивизия）：帕维尔·尼康诺维奇·比比科夫（俄语：Бибиков, Павел Никонович）少将
  - 近卫步兵第91师（俄语：91-я гвардейская стрелковая дивизия）：瓦扎里·伊万诺维奇·科扎诺夫（俄语：Кожанов, Василий Иванович）少将
- 突破炮兵第5军（俄语：5-й артиллерийский корпус）：列昂尼德·尼古拉耶维奇·阿列克谢夫（俄语：Алексеев, Леонид Николаевич）炮兵少将
  - 近卫突破炮兵第3师（俄语：3-я гвардейская артиллерийская дивизия прорыва）：斯捷潘·叶菲莫维奇·波波夫（俄语：Попов, Степан Ефимович）炮兵少将
  - 近卫突破炮兵第6师（俄语：6-я гвардейская артиллерийская дивизия прорыва）：
  - 高射炮兵第14师（俄语：14-я зенитно-артиллерийская дивизия）
- 坦克第61师（俄语：61-я танковая дивизия）：格里高利·伊万诺维奇·沃伦科夫（俄语：Воронков, Григорий Иванович）上校

### 苏联第53集团军（俄语：53-я армия (СССР)）
- 司令：伊万·梅福季耶维奇·马纳加罗夫（俄语：Манагаров, Иван Мефодьевич）上将
- 参谋长：阿列克谢·埃菲莫维奇·雅科夫列夫（俄语：Яковлев, Алексей Ефимович）少将
- 近卫步兵第18军（俄语：18-й гвардейский стрелковый корпус）：伊万·米哈伊洛维奇·阿方宁（俄语：Афонин, Иван Михайлович）中将
  - 近卫步兵第109师（俄语：109-я гвардейская стрелковая дивизия）：伊利亚·瓦西里耶维奇·巴尔迪诺夫（俄语：Балдынов, Илья Васильевич）上校
  - 近卫步兵第110师（俄语：110-я гвардейская стрелковая дивизия）： 格里高利·阿希波维奇·克里沃拉波夫（俄语：Криволапов, Григорий Архипович）少将
  - 近卫空降第1师（俄语：1-я гвардейская воздушно-десантная дивизия）：德米特里·菲利波维奇·索博列夫（俄语：Соболев, Дмитрий Филиппович）少将
- 步兵第49军（俄语：49-й стрелковый корпус）：古里·尼基蒂奇·捷伦蒂耶夫（俄语：Терентьев, Гурий Никитич）中将
  - 步兵第6师（俄语：6-я стрелковая дивизия）
  - 步兵第243师（俄语：243-я стрелковая дивизия）：米哈伊尔·阿列克谢维奇·布辛（俄语：Бушин, Михаил Алексеевич）上校
- 步兵第57军（俄语：57-й стрелковый корпус）：加尼·贝金诺维奇·萨菲林（俄语：Сафиулин, Ганий Бекинович）中将
  - 步兵第52师（俄语：52-я стрелковая дивизия (2-го формирования)）：  列昂尼德·米哈伊洛维奇·米利亚耶夫（俄语：Миляев, Леонид Михайлович）少将
  - 步兵第203师（俄语：203-я стрелковая дивизия）：加夫里尔·斯坦尼斯拉维奇·兹达诺维奇（俄语：Зданович, Гавриил Станиславович）少将
- 高射炮兵第17师（俄语：17-я зенитно-артиллерийская дивизия）

### 近卫坦克第6集团军
- 司令： 安德烈·格里戈里耶维奇·克拉夫琴科（俄语：Кравченко, Андрей Григорьевич）坦克兵上将
- 参谋长：阿尔伯特·伊万诺维奇·施特龙贝格（俄语：Штромберг, Альберт Иванович）坦克兵中将
- 近卫坦克第5军（俄语：5-й гвардейский танковый корпус）：米哈伊尔·伊万诺维奇·萨维里耶夫（俄语：Савельев, Михаил Иванович）坦克兵中将。装备T-34坦克，为主力。
- 近卫机械化第9军（俄语：9-й гвардейский механизированный корпус）：米哈伊尔·瓦西里耶维奇·沃尔科夫（俄语：Волков, Михаил Васильевич (генерал-лейтенант)）坦克兵中将。装备谢尔曼坦克，为第二梯队跟进。
- 机械化第7军（俄语：7-й механизированный корпус (2-го формирования)）：费多尔·格里戈里耶维奇·卡特科夫（俄语：Катков, Фёдор Григорьевич）坦克兵中将
- 摩托化步兵第36师（俄语：36-я мотострелковая дивизия）：根纳季·约瑟福维奇·克里沃京申（俄语：Кривохижин, Геннадий Иосифович）上校
- 摩托化步兵第57师（俄语：57-я мотострелковая дивизия）：努里·扎基罗维奇·扎基罗夫（俄语：Закиров, Нурей Закирович） 上校
- 高射炮兵第30师（俄语：30-я зенитно-артиллерийская дивизия）

### 空军第12集团军（俄语：12-я воздушная армия (СССР)）
- 司令：谢尔盖·亚历山德罗维奇·胡佳科夫空军元帅
- 参谋长：德米特里·斯蒂潘诺维奇·科兹洛夫（俄语：Козлов, Дмитрий Степанович）空军少将
- 轰炸航空兵第6军（俄语：6-й бомбардировочный авиационный корпус）[4] ：伊万·波塔波维奇·斯科克（俄语：Скок, Иван Потапович）少将
  - 轰炸航空兵第326师（俄语：326-я бомбардировочная авиационная дивизия）： 瓦西里·谢尔盖维奇·列别捷夫（俄语：Лебедев, Василий Сергеевич）上校
  - 轰炸航空兵第334师（俄语：334-я бомбардировочная авиационная дивизия）： 费多·德米特里耶维奇·别雷（俄语：Белый, Фёдор Дмитриевич）上校
- 轰炸航空兵第7军（俄语：7-й бомбардировочный авиационный корпус）： 弗拉基米尔·阿列克谢维奇·乌沙科夫（俄语：Ушаков, Владимир Алексеевич）中将
  - 轰炸航空兵第113师（俄语：113-я бомбардировочная авиационная дивизия）： 米哈伊尔·谢尔盖维奇·费诺戈诺夫（俄语：Финогенов, Михаил Сергеевич）上校
  - 轰炸航空兵第179师（俄语：179-я бомбардировочная авиационная дивизия）：阿列克谢·米哈伊洛维奇·杜波申（俄语：Дубошин, Алексей Михайлович）少将
- 轰炸航空兵第30师（俄语：30-я бомбардировочная авиационная дивизия）：尼古拉·伊万诺维奇·萨任（俄语：Сажин, Николай Иванович）中校，1945年8月30日晋升上校
  - 轰炸航空兵第49团（俄语：49-й бомбардировочный авиационный полк） ： (佩-2);
  - 轰炸航空兵第456团（俄语：456-й ближнебомбардировочный авиационный полк）： (佩-2);
  - 轰炸航空兵第456团（俄语：457-й ближнебомбардировочный авиационный полк）：(佩-2).
- 轰炸航空兵第54师（俄语：54-я бомбардировочная авиационная дивизия）： 瓦西里·安东诺维奇·舍尔金（俄语：Щелкин, Василий Антонович） 少将
  - 轰炸航空兵第7团（俄语：7-й гвардейский бомбардировочный авиационный полк）： (里-2)
  - 轰炸航空兵第29团（俄语：29-й гвардейский бомбардировочный авиационный полк） ：(里-2)
  - 轰炸航空兵第340团（俄语：340-й бомбардировочный авиационный полк）： (里-2)
- 轰炸航空兵第247师（俄语：247-я бомбардировочная авиационная дивизия）： 尼古拉·伊万诺维奇·德米特列耶夫 上校
- 强击航空兵第248师（俄语：248-я штурмовая авиационная дивизия）：伊万·鲍里索维奇·萨韦利耶夫（俄语：Савельев, Иван Борисович）上校
- 强击航空兵第316师（俄语：316-я штурмовая авиационная дивизия）：阿纳托利·阿列克谢维奇·约罗申（俄语：Ерохин, Анатолий Алексеевич）上校
- 歼击航空兵第190师（俄语：190-я истребительная авиационная дивизия）：  瓦西里·瓦西里耶维奇·福金上校
- 歼击航空兵第245师（俄语：-{[[:ru:[245-я истребительная авиационная дивизия|[245-я истребительная авиационная дивизия]]}-）：格列高里·彼得罗维奇·普列申科（俄语：Плещенко, Григорий Петрович）上校
- 歼击航空兵第246师（俄语：246-я истребительная авиационная дивизия）：叶夫根尼·乔治维奇·图任科（俄语：Туренко, Евгений Георгиевич）上校
- 近卫运输航空兵第21师（俄语：21-я гвардейская транспортная авиационная дивизия）：伊万·马克西莫维奇·高尔斯基（俄语：Горский, Иван Максимович）上校

### 苏蒙骑兵机械化集群
- 司令员伊萨·亚历山德罗维奇·普利耶夫上将
- 副司令：札米扬·勒哈格瓦苏伦〈蒙古〉陆军中将[5]

- 苏联红军：
  - 步兵第85军（俄语：85-й стрелковый корпус）军部机关
  - 骑兵第59师（俄语：59-я кавалерийская дивизия）：叶夫根尼·列昂尼多维奇·科尔秋兹（俄语：Коркуц, Евгений Леонидович）少将
  - 摩托化步兵第27旅（俄语：27-я мотострелковая бригада）：伊万·斯捷潘诺维奇·多罗申斯基（俄语：Дорожинский, Иван Степанович）中校
  - 坦克第43旅（俄语：43-я танковая бригада）：瓦西里·伊万诺维奇·伊瓦什金（俄语：Иванушкин, Василий Иванович）中校
  - 机械化第25旅（俄语：25-я механизированная бригада）：瓦西里·费多罗维奇·波波夫（俄语：Попов, Василий Фёдорович (подполковник)）中校
  - 反坦克歼击炮兵第35旅（俄语：35-я истребительно-противотанковая артиллерийская бригада）
  - 歼击航空兵第350团（俄语：350-й истребительный авиационный полк）
  - 高射炮兵第1914团（俄语：1914-й зенитно-артиллерийский полк）
  - 高射炮兵第1917团（俄语：1917-й зенитно-артиллерийский полк）
  - 摩托车第30团（俄语：30-й мотоциклетный полк）
- 蒙古人民革命军：
  - 蒙古骑兵第5师：Ч. Доржпалам上校
  - 蒙古骑兵第6师： М. Цэдэндаш上校
  - 蒙古骑兵第7师： Б. Дорж上校
  - 蒙古骑兵第8师：М. Одсурэн上校
  - 蒙古装甲第7旅 Д. Нянтайсурэн上校
  - 蒙古独立坦克第3团 З. Дагвадорж少校
  - 蒙古炮兵第29团：Ё. Турхуу少校
  - 蒙古混合航空兵师：扎伊萨诺夫少将

### 外贝加尔防空集团军（俄语：Забайкальская армия ПВО）
- 司令：罗日科夫（俄语：Рожков, Пётр Фролович）炮兵少将
- 防空第92师
- 防空第93师
- 防空第94师
- 歼击航空兵第297师（俄语：297-я истребительная авиационная дивизия）：帕维尔·彼得罗维奇·苏哈切夫上校
  - 国土防空歼击航空兵第401团（俄语：401-й истребительный авиационный полк ПВО）
  - 歼击航空兵第938团（俄语：938-й истребительный авиационный полк）
  - 歼击航空兵第939团（俄语：939-й истребительный авиационный полк）

### 方面军预备队
- 近卫机械化第3军（俄语：3-й гвардейский механизированный корпус）：维克多·季莫菲耶维奇·奥布霍夫（俄语：Обухов, Виктор Тимофеевич）坦克兵中将
- 苏联步兵第227师（俄语：227-я стрелковая дивизия (2-го формирования)）：斯捷潘·佐托维奇·彼得罗夫（俄语：Петров, Степан Зотович）上校
- 苏联步兵第317师（俄语：317-я стрелковая дивизия）：米哈伊尔·伊格纳季维奇·多布罗夫斯基（俄语：Добровольский, Михаил Игнатьевич）上校
- 苏联坦克第111师（俄语：111-я танковая дивизия）：И. И. 谢尔盖耶夫上校

## 领导人
- 司令：
  - 米哈伊尔·普罗科菲耶维奇·科瓦廖夫中将（1943年5月7日晋升为上将）：1941年9月～1945年7月改任方面军副司令员
  - 羅季翁·雅科夫列維奇·馬利諾夫斯基元帅：1945年7月-10月
- 副司令米哈伊尔·普罗科菲耶维奇·科瓦廖夫上将
- 军事委员会委员
  - 康斯坦丁·尼古拉维奇·济明（俄语：Зимин, Константин Николаевич）（军政委级（俄语：Корпусной комиссар），1942年12月6日起为中将）：1941年9月～1944年7月
  - 康斯坦丁·列昂捷维奇·索罗金（俄语：Сорокин, Константин Леонтьевич）少将：1944年7月—1945年6月13日突发心脏病逝世
  - 亚历山大·尼古拉耶维奇·捷夫琴科夫（俄语：Тевченков, Александр Николаевич）中将：1945年7～10月
- 参谋长
  - 叶菲姆·格里格利耶维奇·特罗岑科（英语：Yefim Trotsenko）中将：1941年9月～1945年7月改任方面军副参谋长
  - 馬特維·瓦西里耶維奇·扎哈羅夫大将：1945年7～10月
- 后勤司令弗拉基米尔·伊万诺维奇·沃斯特鲁霍夫（俄语：Вострухов, Владимир Иванович）上将
- 通信兵主任阿列克谢·伊万诺维奇·列昂诺夫